# Ключи (Снежинский городской округ)
Ключи́ — деревня в Снежинском городском округе Челябинской области.

## География
Расположена на западном берегу озера Карасье в непосредственной близости от озера Иткуль в 16 километрах от Снежинска.

## Население
| 2002 | 2010 |
| ---- | ---- |
| 103  | ↘101 |

По данным Всероссийской переписи, в 2010 году численность населения деревни составляла 101 человек (58 мужчин и 43 женщины).
Башкиры - 97%

## Улицы
Уличная сеть деревни состоит из 5 улиц.